# Michael Schulze
Michael Schulze (Gottinga, 13 gennaio 1989) è un ex calciatore tedesco, di ruolo difensore.

## Carriera

### Club
Ha giocato complessivamente 2 partite nella prima divisione tedesca e 72 partite nella seconda divisione tedesca.

### Nazionale
Nel 2008 ha giocato 2 partite con la nazionale tedesca Under-19.